# الحسن بن محمد بن إبراهيم أبو علي البغدادي
الحسن بن محمد بن إبراهيم، أبو علي البغدادي. كتابه: «الروضة» من أمهات الكتب في القراءات، خاصة وأنه كتاب مسند، وتكاد كتب القراءات تخلو من ذكر أسانيد القراء، بينما هذا الكتاب من الكتب القليلة التي ذكرت أسانيد القراء قارئا قارئا.
عاش في القرن الرابع الهجري وجزءا من القرن الخامس، ولم تذكر المصادر شيئا عن سنة ولادته ولا عن سنِّه حين وفاته، وهو فقيه من فقهاء المذهب المالكي، مقرئ ومؤلف في القراءات، ويعد كتابه من أهم الكتب في هذا المجال.
قال عنه الذهبي: «المقرئ المالكي، مصنف كتاب الروضة في القراءات». ووصفه ابن الجزري بالأستاذية في فنه.
ومن شيوخه: ابن أبي مسلم الفرضي، وأحمد بن عبد الله بن الخضر السوسنجردي، وعبد الملك بن بكران النهرواني، ومحمد بن شريح الرعيني.
من مؤلفاته: الروضة في القراءات، وهو أهم كتبه، وعمدة في بابه، وهو كتاب مسند في القراءات. وكذلك من كتبه: التمهيد في القراءات.
توفي برمضان سنة 483هـ 
|}

## اسمه ونسبه
هو الحسن بن محمد بن إبراهيم، أبو علي البغدادي.

## مولده ونشأته
عاش في القرن الرابع الهجري وجزءا من القرن الخامس، ولم تذكر المصادر شيئا عن سنة ولادته ولا عن سنِّه حين وفاته، وهو فقيه من فقهاء المذهب المالكي، مقرئ ومؤلف في القراءات، ويعد كتابه من أهم الكتب في هذا المجال.

## قالوا عنه
1/ قال عنه الذهبي: «المقرئ المالكي، مصنف كتاب الروضة في القراءات».
2/ وصفه ابن الجزري بالأستاذية في فنه.
3/ قال عنه محمد محيسن: «أفنى حياته في تعليم القرآن حتى وافته المنية».

## شيوخه
1/ ابن أبي مسلم الفرضي.
2/ أحمد بن عبد الله بن الخضر السوسنجردي.
3/ عبد الملك بن بكران النهرواني.
4/ الحمامي.
5/ محمد بن عبد الله بن الحسين الفقيه الحنوي.
6/ محمد بن جعفر ابن النجار.
7/ محمد بن المظفر بن علي بن حرب الدينوري.
8/ محمد بن شريح الرعيني.

## تلامذته
1/ أبو إسحاق إبراهيم بن إسماعيل الخياط.
2/ أبو الحسن علي بن محمد الواعظ.
3/ أبو القاسم الهذلي.

## مؤلفاته
1/ الروضة في القراءات، وهو أهم كتبه، وعمدة في بابه، وهو كتاب مسند في القراءات. وهذا الكتاب قد روى عن المؤلف: أبو إسحاق إبراهيم بن إسماعيل بن غالب الخياط، وأبو الحسن علي بن محمد بن حميد الواعظ، وقرأ عليه: أبو القاسم الهذلي، وإبراهيم الخياط المذكور المالكي شيخ ابن الفحام الصقلي.
2/ التمهيد في القراءات.

## وفاته
توفي برمضان سنة 483هـ 

## أهمية الموضوع
كتابه: «الروضة» من أمهات الكتب في القراءات، خاصة وأنه كتاب مسند، وتكاد كتب القراءات تخلو من ذكر أسانيد القراء، بينما هذا الكتاب من الكتب القليلة التي ذكرت أسانيد القراء قارئا قارئا.